# Build NEW WORLD
《Build NEW WORLD》（日語：ビルドNEW WORLD）是特摄片《假面騎士Build》衍生的錄影帶首映故事系列作品，東映V-CINEXT的名義系列商品之一。为《平成假面骑士系列》繼《假面骑士W RETURNS》、《鎧武外傳》、《Drive SAGA》、《Ghost RE:BIRTH》、《EX-AID Trilogy Another·Ending》後第六套錄影帶首映作品。

## 概要
- 本作品是以《假面騎士Build》本篇結尾時所誕生的新世界為後日談的劇情舞台。

## 假面騎士Cross-Z

### 本作特色
- 本作為《Build NEW WORLD》的第一彈。
- 本作首次邀請到曾於《超星艦隊》中飾演「亞度/飛鷹星神」的進藤學擔任本作的主要反派——奇魯巴斯/假面騎士Killbus一角，另外亦飾演奇魯巴斯所擬態的柿崎悟志一角。
- 本作繼《假面騎士W RETURNS 假面騎士Accel》《鎧武外傳 假面騎士巴隆》《Ghost RE:BIRTH 假面騎士Specter》《Drive SAGA 假面騎士Mach》後，為第五部以二號假面騎士作為主角演出的騎士外傳作品。

### 故事概要
本作舞台，為電視系列最終話之後。因戰兔使用潘多拉之盒的力量而誕生的「新世界」的故事。
桐生戰兔所創造的新世界。
在這的人，對於假面騎士與天空之璧的一切相關記憶皆失，過著和平的日子，戰兔與搭檔·萬丈龍我，一邊記錄著之前世界所發生的事，一邊販賣戰兔的發明生活著。
就在某日，龍我，與持有著假面騎士Cross-Z記憶的謎之女性，「馬渕由衣」相遇了。由衣因在之前的世界，知道拋棄人體實驗受害者的Cross-Z就是龍我。
在此同時，自稱“奇魯巴斯”謎之外星生命體從白色潘朵拉嵌板突然出現，並襲擊戰兔。為艾博魯特的哥哥，血族曾經的王奇魯巴斯，以魅力舞蹈家柿崎悟志的樣貌為擬態。同時龍我與由衣也遭遇到襲擊，應戰了奇魯巴斯卻在其壓倒性的力量面前深陷危機。但就在剎那，某人卻保護了龍我，其真面目為——艾博魯特。
為了將潘朵拉之盒完全復活，並用這個力量毀滅全宇宙的奇魯巴斯。因潘朵拉之盒恢復記憶的夥伴們，集中到龍我身邊。龍我與艾博魯特結成奇妙地搭檔，迎戰奇魯巴斯的威脅…！？ 到底龍我能拯救宇宙，能拯救由衣嗎？ 然而，艾博魯特的真正目的為何…？

### 用語
- 血族星

原文： / Blood planet
艾博魯特、奇魯巴斯及血族等人所居住的故鄉，奇魯巴斯為該星球的國王，但為了滿足自身的破壞欲望，將該星球整個毀滅。
- Lost Smash的實驗體

為了鍛造出黃金失落滿裝瓶，得先在人體注入大量的星雲瓦斯，變成Lost Smash怪人後，與之擊敗爆炸後才鍛造出其前身-黑色失落滿裝瓶。
難波重工在艾博魯特與葛城忍共事期間，先前為了鍛造其潘朵拉嵌版的十個失落滿裝瓶，私下綁架了許多人作為Lost Smash的實驗體，其中還有無辜的平民百姓，而那些爆炸後Lost Smash怪人變回人類的下場，就是直接放任爆炸後的火光燃燒，直至燒死。
由於最先鍛造的四枚黑色失落滿裝瓶（眼鏡蛇、蝙蝠、斑馬、剪刀）是實驗中誕生的，也就是說是意外中的產物，所以在進入新世界後，那些先前死於鍛造失落滿裝瓶的人們仍會帶有舊世界的傷口及少些記憶。

### 登場人物

#### 本作登場人物
馬渕由衣（永尾瑪利亞飾）
失去記憶的謎之少女，因追尋過去的記憶而意外地出現在萬丈龍我面前，舊世界裡則是一名幼兒園教師。
後在潘朵拉之盒的力量下恢復在舊世界的記憶，並得知她與她的學生是因為龍我無視於她的求救聲的關係，而慘遭難波重工捕獲而成為Lost Smash實驗的悲慘犧牲品。
在對戰奇魯巴斯一路過程中，由衣透過戰兔、美空等人相處而漸漸了解龍我，最後單方面喜歡上龍我，而她的學生也因為天才滿裝瓶的淨化能力修復了在舊世界造成的傷痛。
奇魯巴斯（進藤學飾 + 勝杏里聲）
假面騎士Build和假面騎士Killbus的變身者。
艾博魯特之兄，血族之王，根據艾博鲁特的描述，他是个完全只享受破壞的極樂主義者 ; 企圖引發足以毀滅整個宇宙的大爆炸,為此需要潘朵拉之箱。
因受到破壞慾望的影響，而毀滅自己的星球，後因為血族之星的核心潘朵拉之盒被艾博魯特搶走，而一路追殺到地球。
出現在地球後，透過複製戰兔的記憶得知艾博魯特的下落，之後奪走戰兔的創造驅動器，企圖將艾博魯特跟龍我的力量奪走來復活潘朵拉之盒，藉此毀滅地球甚至宇宙。
最後被龍我與艾博魯特所結合而成的假面騎士Cross-Z Evol以必殺技擊倒。
柿崎悟志（進藤學二飾）
奇魯巴斯所擬態的對象，本身是名充滿魅力的天才舞蹈家。

### 本作登場假面騎士

#### 假面騎士 Cross-Z
變身者：萬丈龍我（替身演員：永德、CV：赤楚衛二）
原文： / Kamen Rider Cross-Z

##### 變身模式
| 形態名稱              | 簡介 | 外觀                                                                                 | 音效 | 能力 | 必殺技 |
| Cross-Z Evol 進化形態 | 原文： 配合創造驅動器及使用「Muscle Galaxy」滿裝瓶變身的形態 身高：200.0cm 體重：125.5kg 拳擊力：67.4t 踢擊力：73.9t 跳躍力：90.8m 行動速度：100m / 1.0秒 | 全身以黑、天藍、綠松色為主，左、右眼都為龍首的圖示，並同時追加假面騎士Evol的部分外觀 | 「GingaMuteki no KinnikuYaro! Cross-ZEvol!」 （日文原文， 中文意思「银河无敌之筋肉小子！迫近之进化！」） | 最強形态，既拥有假面騎士Cross-Z 的能力也同时具备了假面騎士Evol 的能力，完全可在不使用武器的情况下与敌单打独斗。 由于变身者万丈龙我体内就有艾博鲁特的遗传因子，因此不仅是融合性很高以外，就连所使出的必杀技也都更上一层楼。 | Muscle Finish！ 原文： 该形态所发动的第一波必杀技。 右手以上勾拳释放出龙型对敌打击。 Galaxy Finish！ 原文： 该形态所发动的第二波必杀技。（骑士拳） 通过黑洞移动至敌人附近，并以黑洞般的力量拳击敌人。 Muscle Galaxy Finish！ 原文： 该形态所发动的第三波必杀技。（骑士踢） 右脚缠绕能量施以飞踢，并伴随着自己所属的龙形态与假面騎士Evol 眼镜蛇形态的身影一同攻击。 |

#### 假面騎士 Killbus
變身者：基魯巴斯（替身演員：今井靖彦、CV：勝杏里）
原文： / Kamen Rider Killbus

##### 變身模式
| 形態名稱              | 簡介 | 外觀                                                                         | 音效                                                                                   | 能力 | 必殺技 |
| KillbuSpider 蜘蛛形態 | 原文： 配合創造驅動器及使用「KillbuSpider」搭配「KillbuSpider」滿裝瓶變身的形態 身高：194.5cm 體重：109.1kg 拳擊力：66.1t 踢擊力：72.4t 跳躍力：88.9m 行動速度：100m/0.9秒 | 颜色以红和黑色为主；左头盔和胸甲以蜘蛛为主要造型，此外大腿部位亦各有半对节肢 | 「Spider! Spider! KillbuSpider! 」 （日文原文， 中文意思「蜘蛛！蜘蛛！基魯巴蜘蛛！」） | 基础形态，拥有蜘蛛般的行动能力、织网捕捉能力和延伸足部攻击的能力，背部可伸出两对巨大的蜘蛛节肢对敌展开强攻。 由于「KillbuSpider」满装瓶是由变身者奇鲁巴斯透过自行力量生产出来，因此被激活的力量也显得更强。 | KillbuSpider Finish 該形態所屬的必殺技。 以極快的速度在對手的四周生成蜘蛛網並將其束縛後，從後背生長出八足將敵人碾碎；或是生成蜘蛛絲将對手扔向空中翻身對空中的對手施以踢擊。 |

### 本作登場滿裝瓶（FullBottle）
有關參考：用語
| 英文名稱     | 日文名稱         | 中文名稱   | 瓶蓋標記 | 類型 | 能力                                                     | 備註                                 |
| ------------ | ---------------- | ---------- | -------- | ---- | -------------------------------------------------------- | ------------------------------------ |
| KillbaSpider | キルバスパイダー | 基魯巴蜘蛛 | -        | 生物 | 擁有蜘蛛般的行動能力、織網捕捉能力和延伸足部攻擊的能力。 | 此滿裝瓶是由基魯巴斯自己創造出來的。 |

### 本作登場輔助工具
- 肌肉銀河滿裝瓶

原文： / Muscle Galaxy FullBottle
桐生戰兔藉由艾博鲁特放置在龍進化瓶內的關於萬丈龍我遺傳基因數據所開發擊倒基魯巴斯用的大型瓶型道具，為天才滿裝瓶的改色個體。
作为假面騎士Cross-Z 的变身道具，配合創造驅動器再结合假面骑士Evol的力量，便可变身成「進化形態（Evol Form）」。
按下右侧按鈕後的音效為「Muscle！Fever！」，變身音效為「Buraa！Ciao！Buraa！Ciao！Buraa！Ciao！Are You Ready？■■！不得了！真不得了！」；配合創造驅動器時發動必殺技的音效為「●●Slide！●●Finish！」
- 基魯巴蜘蛛

原文： / KillbuSpider
音效：金尾哲夫
桐生戰兔在新世界中為繳付倉庫租金費用而研發出來的道具之一，並委託萬丈龍我到跳蚤市場販賣。
跟Cross-Z Dragon一樣為自律寵物機件，但性能來說卻比Cross-Z Dragon更強，後在基魯巴斯的力量下啟動並擁有變身功能，也是假面騎士Killbus 的變身道具。
配合創造驅動器及「基魯巴蜘蛛（KillbuSpider）」滿裝瓶即可變身成假面騎士Killbus「蜘蛛形態（Spider Form）」。
配合創造驅動器時發動必殺技的音效為「Ready Go！KillbuSpider Finish！」。

### 樂曲
「Cross」

### 演員
- 萬丈龍我 / 假面騎士Cross-Z（聲） - 赤楚衛二

## 假面騎士Grease

### 本作特色
- 本作為《Build NEW WORLD》的第二彈，也是《假面騎士Build》新世界系列的第二章及Build系列的最終章。[6]
- 本作為《假面騎士系列》的首部外傳完結篇作品。
- 本作繼《Drive SAGA 假面騎士Chaser》後，為第二部以三號假面騎士作為主角演出的騎士外傳作品。

### 故事概要
在桐生戰兔所創造的新世界中，只有曾接受過人體實驗的人才能甦醒舊世界的記憶。然而，那些甦醒記憶的人之中，卻出現企圖以『科學之力＝兵器』支配新世界的傢伙。他們的名字叫「Downfall（ダウンフォール）」。企圖利用騎士系統的恐怖集團。
「Downfall」，突襲了採用騎士系統的政府機關。而擔任政府高官的冰室幻德，卻因為敵人所操控的不可思議力量封印了假面騎士的變身而單方面被挨打。
 之後，這魔手更擴散到戰兔、萬丈、以及一海的農場，騎士系統因此被搶奪走。而為了狙擊白色潘朵拉嵌板，更襲擊了美空並將她做為人質。
即使如此仍有一群不放棄的男子漢們。
世界第一愛美空的一海以及，支持他們大哥的三羽鴉。
他們的反擊正要開始。
為了拯救美空，唯一沒被奪走變身能力的一海，不得不達到超越強敵的「變身」。而創造出能實現這個「變身」的道具，得必要抽取出三羽鴉身上所持有的特殊成份。然而，這個實驗，有可能因此奪走他們的性命。

### 用語
Downfall
原文： / 
由浦賀啓示所建立的恐怖組織。
幻影液體
原文： / 
新世界的葛城巧解釋phantom liquid為由新世界創造時，兩個世界合體時極度壓縮的星雲氣體，精萃而成的液體。比星雲氣體更能提升變身者的危險等級，本作怪人Phantom Crusher也是由此誕生的。

### 登場人物

#### 本作登場人物
西蒙・馬庫斯（サイモン・マーカス）（Michael富岡飾）
Phantom Crusher的變身者。
浦賀啓示（浦賀啓示）（趙珉和飾）
假面騎士Metal Build、假面騎士Phantom Build的變身者。
恐怖組織——Downfall的領導，企圖利用「科學之力=兵器」來征服全世界。
原是與葛城忍一同協助Evolto的科學家 , 也是原斑馬SMASH的變身者。
在舊世界和馬渕由衣一樣被Faust 改造成LOST SMASH，是葛城忍為了鍊出LOST bottle 所挑鍊出的犧牲品。
在新世界創造後，因為臉上舊世界的大面積燒傷;進被他人歧視，在潘朵拉之盒的力量下恢復在舊世界的記憶，並發誓要讓世界陷入戰火之中，因此在海外創立了恐怖組織——Downfall。
其形象為"恨與戰爭"而崛起的邪惡科學家，與假面騎士Build為了"愛與和平"的正義英雄形象形成對比。

### 本作登場假面騎士

#### 假面騎士 Grease
變身者：猿渡一海（替身演員：藤田慧、CV：武田航平）
原文： / Kamen Rider Grease

##### 變身模式
| 形態名稱                            | 簡介 | 外觀                           | 音效                                                                                       | 能力 | 必殺技 |
| Grease Perfect Kingdom 理想王國形態 | 原文： 配合創造驅動器及使用「Grease Perfect Kingdom」搭配「Grease」滿裝瓶變身的形態 身高：203.0cm 體重：123kg 拳擊力：56.0t 踢擊力：62.2t 跳躍力：70.2m 行動速度：100m / 1.0秒 | 全身以金、紅、藍、黃、銀色為主 | 「Farmer's Festival! Grease Perfect!」 （日文原文， 中文意思「農夫的慶典！潤滑之完美！」） | 最強形態，擁有本身基礎形態外加北都三羽鴉的超強能力。 由於是搭配創造驅動器來變身，所以在能力上完全超越了過去兩個形態的境界。 |        |

#### 假面騎士 Metal Build
變身者：浦賀啓示（替身演員：、CV：趙珉和）
原文： / Kamen Rider Metal Build
變身模式
| 形態名稱                             | 簡介 | 外觀                                                               | 音效 | 能力 | 必殺技 |
| Tank Tank Hazard Form 雙坦克危險形態 | 原文： 配合創造驅動器及使用 Hazard Trigger搭配兩個黑色「 Tank」滿裝瓶變身的形態 身高：197.5cm 體重：101kg 拳擊力：49.1t 踢擊力：55.3t 跳躍力：63.3m 行動速度：100m / 1.2秒                                                                                                 | 全身以黑色為主,左、右眼皆為黑色                                    | 「Uncontrol Switch！Black Hazard！」（日本原文「アンコントロールスイッチ！ブラックハザード！」，中文意思「失控的開關！黑色之危險！」） | 以Build 的其中一個强化形態以「Rabbit Tank Hazard Form」作爲基礎，對上危險板機只能用同一種能量滿裝瓶的定律,使用者即使長時間使用「Hazard Trigger」亦不會失去自我。擁有，以「Tank Tank Hazard Form」作爲基礎能力。 由於是搭配創造驅動器來變身，所以在能力值上和普通的build hazard 型態一模一樣。 | Hazard Attack 原文：ハザードアタック 該型態所屬的必殺技。 Hazard Finish 原文：ハザードフィニッシュ 該型態在充溢模式下的必殺技。繚繞 以右腳揮舞著漆黑戰車履帶型能量帶並將其踢向對方。 |
| Phantom Build 幻影創造型態           | 原文： 配合創造驅動器及使用 Hazard Trigger搭配兩個黑色「 Tank」滿裝瓶變身的形態,除此之外強行塞入白色潘朵拉版的關係,裝備上了怪人Phantom Crusher身上的裝甲,而獲得的同等戰鬥能力 身高：197.5cm 體重：121.9kg 拳擊力：57.8t 踢擊力：63.4t 跳躍力：70.5m 行動速度：100m / 1.0秒 | 全身以黑色,草綠色為主,左、右眼皆為紅白色，分別為戰鬥機和戰艦的圖示 | ( 此型態是在強行塞入白色潘朵拉版才變成的特殊型態,因此 , 沒有變身音效)                                                                  | 以 Metal Build作爲基礎，擁有除此之外與怪人Phantom Crusher合體而獲得的同等能力 獲得怪人Phantom Crusher發射小型飛彈轟炸的基本能力外，獲得了和外星生命體Evol同等的高速移動能力和怪人Phantom Crusher的飛行能力， 所以在行動上比普通的build hazard 型態卓越許多                                    | Hazard Attack 原文：ハザードアタック 該型態所屬的必殺技。 Hazard Finish 原文： 該型態在充溢模式下的必殺技。 除了發射小型飛彈轟炸, 並將右腳繚繞的漆黑戰車履帶型能量帶踢向對方。       |

### 本作登場滿裝瓶（FullBottle）
有關參考：用語
| 英文名稱 | 日文名稱 | 中文名稱 | 瓶蓋標記 | 類型   | 能力                          | 備註                                                         |
| -------- | -------- | -------- | -------- | ------ | ----------------------------- | ------------------------------------------------------------ |
| Grease   | グリス   | Grease   | R        | 非生物 | 統合三羽鴉的能力,作為最大輸出 | 由於是人體提煉出來的,外觀採取黃金遺失滿裝瓶外觀              |
| Tank     | タンク   | 坦克     | T        | 非生物 | 招喚戰車行履帶作為攻擊手段    | 此失落滿裝瓶由浦賀啟示所持有，製造方式未知, 不排除是人體提煉 |

### 本作登場輔助工具
- Grease理想王國

原文： / Grease Perfect Kingdom
由桐生戰兔連同政府機關共同為猿渡一海研發出來的新型變身道具，造型上和迫近之龍與基魯巴蜘蛛同樣，其力量泉源是北都三羽鴉的性命，因此可看出紅色城堡、藍色鍬形蟲和黃色貓頭鷹的外觀。
配合「潤滑（Grease）」滿裝瓶再搭配創造驅動器可使假面騎士Grease變身成「理想王國形態（Perfect Kingdom Form）」。

### 本作登場怪人
- Phantom Crusher

原文：
CV：Michael富岡
身高：204.8cm
體重：239.5kg
特色 / 能力：可以發射小型飛彈人活用重裝甲 , 飛行、重武裝，和堅甲保衛者一樣的強襲作戰
人類身份：西蒙·馬庫斯 及 Downfall組織等人武裝士兵
為新世界特有的怪人，和Hard SMASH一樣用滿裝瓶變身，但所變身用滿裝瓶是金屬色普通滿裝瓶罐改造而成。
擁有使用其變身滿裝瓶吸收假面騎士們身上的星雲氣體，進而消除變身能力的能力，但不知為何這個能力卻對三羽鴉和一海無效。

### 樂曲
「Perfect triumph」

### 演員
- 猿渡一海 / 假面騎士Grease（聲） - 武田航平

## 製作人員
- 原作 - 石之森章太郎
- 劇本 - 武藤將吾
- 音楽 - 川井憲次
- 導演 - 山口恭平（假面騎士Cross-Z）、中澤祥次郎（假面騎士Grease）

## 外部連結
- 《Build NEW WORLD 假面騎士Cross-Z 官方網站》
- 《Build NEW WORLD 假面騎士Grease 官方網站》